# Indice Atkinson
L'indice di disuguaglianza di Atkinson è un misuratore economico della disuguaglianza dei redditi creato da Anthony Barnes Atkinson.
Si basa sul reddito pro-capite che, ove fosse condiviso da tutta la popolazione, genererebbe lo stesso livello di benessere che scaturisce dalla distribuzione dei redditi osservata.
L'indice Atkinson è definito come:
{\displaystyle A={\begin{cases}1-{\frac {1}{\mu }}\left({\frac {1}{N}}\sum _{i=1}^{N}y_{i}^{1-\varepsilon }\right)^{1/(1-\varepsilon )}&{\mbox{per}}\ \varepsilon \in \left[0,1\right)\\1-{\frac {1}{\mu }}\left(\prod _{i=1}^{N}y_{i}\right)^{1/N}&{\mbox{per}}\ \varepsilon =1,\end{cases}}}
dove {\displaystyle y_{i}} è il reddito individuale (i = 1, 2, ..., N) e {\displaystyle \mu } è il reddito medio.

## Base teorica
L'indice Atkinson è basato sulla teoria economica. Può essere interpretato nel seguente modo. Siano {\displaystyle {\bar {W}}} l'utilità sociale attuale e {\displaystyle y^{*}} il reddito che, se tutti gli individui avessero questa somma, dà la medesima utilità sociale.
Prendendo il caso di due individui, si può rappresentare graficamente la costruzione dell'indice Atkinson.
Se {\displaystyle y_{1}^{o}} è il reddito del primo individuo e {\displaystyle y_{2}^{o}} quello del secondo, il reddito medio è {\displaystyle {\bar {y}}}, cioè la media aritmetica dei due redditi. Sia {\displaystyle A=1-{\frac {y^{*}}{\bar {y}}}} una misura della disuguaglianza dei redditi basata sull'utilità sociale. Può essere calcolata se si conosce l'utilità sociale ({\displaystyle W}). Se questa misura deve essere indipendente dalla media dei redditi, la funzione di utilità sociale deve avere la forma seguente :
{\displaystyle W={\frac {1}{1-\varepsilon }}\sum _{1=1}^{N}y_{i}^{1-\varepsilon }}
dove {\displaystyle N} è il numero di individui e {\displaystyle \varepsilon } una costante da definire (con {\displaystyle \varepsilon \geq 0} per ottenere una curva di indifferenza concava). Atkinson propone di determinare {\displaystyle \varepsilon } nel seguente modo. C'è una persona con un reddito doppio dell'altra. Si prende 1 euro dalla persona ricca per dare {\displaystyle x<1} euro all'altra (il resto è perso a causa dei costi amministrativi del prelevamento: costo dell'apparato fiscale per esempio). La parte persa aumenta quando la pressione fiscale è forte. Per quale valore di {\displaystyle x} bisogna fermarsi? La risposta determina il valore di {\displaystyle \varepsilon } secondo la formula {\displaystyle {\frac {1}{x}}=2^{\epsilon }}. Se si ferma a 0.5 allora {\displaystyle \varepsilon } è uguale a uno e così di seguito.
Se tutte le persone hanno il medesimo reddito {\displaystyle y^{*}} allora {\displaystyle W={\frac {N}{1-\varepsilon }}(y^{*})^{1-\varepsilon }}. Sostituendo {\displaystyle y^{*}} nella formula {\displaystyle A=1-{\frac {y^{*}}{\bar {y}}}} si ottiene l'indice Atkinson.
Se {\displaystyle \varepsilon =0} allora la funzione di utilità sociale è unicamente la somma dei redditi. La società non è interessata alla distribuzione dei redditi. Al contrario, se {\displaystyle \varepsilon =\infty } allora la società considera unicamente il reddito dell'individuo più povero. Questa attitudine corrisponde alla teoria contrattuale della giustizia sociale sviluppata da John Rawls. Praticamente, si utilizzano dei valori tra 0.5 e 1.5.
L'indice Atkinson è una misura del guadagno potenziale (in termine di utilità sociale) di una ridistribuzione dei redditi. Se {\displaystyle A} è uguale a 0.04 allora si può ottenere la medesima utilità sociale con solo il 96% del reddito totale [{\displaystyle (1-0.04)\times 100}].
L'indice Atkinson rivela una differenza nella ripartizione nei redditi bassi rispetto ad una differenza nei redditi alti, ciò che non è il caso dell'indice di Gini, più conosciuto. Prendiamo il caso di tre società con quattro impiegati. Rispetto alla società A, la società B ha una disuguaglianza più forte nei redditi bassi mentre la società C ha una disuguaglianza più forte nei redditi alti.
| Società A | Società B | Società C |
| --------- | --------- | --------- |
| 10'000    | 5'000     | 10'000    |
| 20'000    | 25'000    | 20'000    |
| 30'000    | 30'000    | 25'000    |
| 40'000    | 40'000    | 45'000    |

L'indice di Gini aumenta da 0.25 a 0.275 passando da A a B o da A a C. Al contrario l'indice Atkinson (con {\displaystyle \varepsilon =1.5}) passa da 0.175 per A a 0.344 per B mentre che per C l'indice è di 0.190. L'aumento è più debole.